# Stanovništvo Kiribatija
Stanovništvo Kiribatija većinom čine Mikronezijci.
Prema popisu stanovništva iz 2010. godine u Kiribatiju je živjelo 103.058 stanovnika od čega 50.796 muškaraca i 52.262 žena. U odnosu na pet godina ranije kada je Kiribati imao 92.533 stanovnika ostvaren je porast od 11,4% čime je nastavljen konstantan rast broja stanovnika od 1931. godine.  Na južnom dijelu atola Tarawa živi 48,7% ukupnog stanovništva, dok na atolu Kanton živi samo 31 stanovnik.
Prema podacima The World Factbook, prosječna dob stanovništva Kiribatija iznosi 24,3 godina (23,4 muškarci, 25,1 žene). Očekivana dužina životnog vijeka je 66,2 godine (63,7 muškarci, 68,8 žene). Stopa nataliteta iznosi 21,3‰, dok je stopa mortaliteta 7,1‰. Infantilni mortalitet je visok i iznosi 33,2‰. Gustoća stanovništva na južnom dijelu Tarawe je visoka i iznosi 3184 st./km2, značajno su rjeđe naseljeni (21 st./km2) Linijski otoci, dok je otočje Phoenix gotovo nenaseljeno.
Manje od polovice (44,3%) stanovništva živi u gradovima. Najveće naselje na Kiribatiju je Betio (15.755 stanovnika), a druga veća naselja su Bikenibeu (6.568 st.), Teaoraereke (4.171 st.) i glavni grad Bairiki (3.524 st.).
Većinu stanovništva čine Mikronezijci (Kiribaćani; izvorno I-Kiribati) kojih je 89,5%, a ostali su mješanci (9,7%), Polinežani (Tuvaluanci; 0,1%) te drugi narodi (0,8%).
Religijski sastav stanovništva nešto je složeniji, iako su većina stanovništva kršćani. Katolika je 55,8%, protestanata 33,5%, mormona 4,7%, bahaista 2.3%, adventista 2%, a ostalih, nepoznatih i bez vjere je 1,7%.
Službeni jezik je engleski, a u svakodnevnom životu se koristi gilbertski (kiribatski, ikiribati jezik).
Ekonomski aktivnog stanovništva je manje od 40%. Oko 75% aktivnog stanovništva zaposleno je u uslužnim djelatnostima, u poljoprivredi i ribarstvu radi oko 15%, a u sekundarnim djelatnostima oko 10% aktivnog stanovništva.